# Міцівці
Мі́цівці — село в Україні, у Новодунаєвецькій селищній територіальній громаді Кам'янець-Подільського району Хмельницької області.
Село згадується з XVI ст. У XVI—XVII ст., звалось Городище, Старе Городище, Трихівці, Стрихівці. Сліди стародавнього укріплення було видно на правому березі річки. Це земляні шанці, де знаходили залізні уламки.

## Назва
Село Міцівці не завжди носило таку назву. В залежності від історичних умов, зміни власників село змінювало свою назву. В XVI-XVII століттях село носило такі назви: «Городище», «Старе Городище», «Мукарівське Городище», а також «Старі Трихівці», «Старі Стрихівці». Спробуємо з’ясувати причини таких змін. На наш погляд можна погодитись з висловленою ще на початку минулого століття думкою Юхима Сіцінського про те, що назва «Городище» вказує на існування на території села давнього поселення, а можливо й міста. Ця думка повністю підтверджується археологічними матеріалами. Очевидно з часом, коли виникло багато «нових» міст (городищ) село почали називати «Старим Городищем».

## Географія
Подільське село Міцівці розташоване в південно-західній частині України, за 48 кілометрів автодорогами від Кам’янця-Подільського, відстань від Міцівців до Києва — 380 кілометрів, до обласного центру — 50 кілометрів. Через село протікає річка Студениця, яка впадає в Дністер. Повз село проходить автошлях національного значення Н03 та закінчується автошлях територіального значення Т 2304.
Середня висота над рівнем моря 200 м, кількість жителів 1501 особа, 631 дворів, площа 502,85 м².

### Клімат
Міцівці знаходяться в межах вологого континентального клімату із теплим літом, але діяльність людини призводить до зміни клімату та глобального потепління.

## Історія

### Археологічні пам’ятки Міцівець
На перший погляд територія села Міцівець з археологічної точки зору не викликає інтересу. Однак розвідки і подальші дослідження проведені в 70-80 роках XX століття співробітниками і студентами Кам’янець-Подільського педагогічного інституту свідчать про зворотне.
На території села, в урочищі Шовковиця, виявлено старожитності носіїв Трипільської культури IV-ІІІ тис. до н. е. Залишки трипільського поселення знайдено і проти нижнього ставу в урочищі Окопи, що в південно-східній частині села. Тут виявлено кераміку середнього етапу розвитку трипілля та олівцевидні нуклеуси часів мезоліту. Рештки подібного поселення було знайдено і в урочищі Шовковиця та на ближніх городах мешканців села. В урочищі Глинки, за 1,5 км на схід від села розвідано пізньотрипільське поселення.
Археологічні знахідки свідчать, що територія села була заселена й пізнішими поселенцями. Так, на відстані 1-1,2 км від вказаного вище урочища Окопи в південно-східному напрямку розташоване урочище Могилки. Тут виявлено курган. Його висота від сучасної поверхні сягає 1-1,5 м, діаметр курганного насипу — 70 м. В центрі вершини кургану простежується довгастий майданчик з випаленої глини, який витягнутий на 1-1,2 м. У східно-західному напрямку. Навколо майданчика є підковоподібне підвищення (стінка) висотою 10-15 см і товщиною 8-10 см.
На північному сході села, за 400-500 м від вказаного кургану, з лівої сторони дороги, яка сполучає Міцівці з сусіднім селом Макіївці, виявлено ще три кургани аналогічні першому. Віддаль між ними 150 м. Їхня висота від сучасної поверхні ґрунту становить 0,5-0,7 м. Діаметр курганних насипів дорівнює 40-50 м. На вершинах кожного з курганів простежується скупчення дрібних камінців та обпаленої глиняної обмазки (середній курган). Археологи вважають, що це залишки культових вогнищ, які запалювалися і горіли на честь похованих в цих курганах.
Курган також знайдено за 1 км від села біля дороги на станцію Дунаївці. Висота кургану дорівнює 0,5 м, діаметр — близько 15 м. Ще один курган дослідники виявили західніше села, в урочищі Акаційки. Його висота близько 1м., діаметр близько 25 м.
На території села є й інші археологічні пам’ятки. Так, на подвір’ї жителя села М.Л. Берекеця, під час копання ями для льоху було виявлено черняхівське поховання (ІІ-V ст. н.е.). В могилі на глибині 0,6-0,7 м знаходився кістяк підлітка, біля якого були розміщені різноманітні черняхівські речі: трирунна ваза, високий глек з ручкою, чаша орнаментована штамповими солярними знаками, гончарна миска, два кухонних горщики (малий і великий),морська раковина, бронзова фібула та пряжка від пояса.
За 300-400 м на північ від вказаного поховання на городі садиби Б.В. Гуславського виявлено значні скупчення перепаленої глиняної обмазки та велику кількість уламків столового і кухонного черняхівського посуду. На північний схід від цих знахідок, на присадибних ділянках, які прилягають до верхнього ставу, знайдено уламки черняхівського керамічного посуду, глиняної обмазки та дрібні пічні камінці. Крім того, у південній частині села на присадибних ділянках Л.Я. Чаплінського і А.І. Матвєєва, які розташовані в прирічковій зоні, виявлені фрагменти (денця, стінки, вінчики), незначна кількість (горло посудини на вигляд пляшки, ручка) та кістяних (орнаментована пластинка виробів давньоруського часу IX-ХІІ ст.).
На південно-східних околицях с. Міцівець (урочище Окопи) в 1982 році І.І. Щегельським виявлені і обстежені залишки земляних валів давньоруського городища. Він з’ясував, що городище займало високий мис лівого берега р. Студениці та омивалося нею з півночі і заходу. З півночі городище було захищене стрімким берегом річки, усі інші сторони — насипними земляними валами, які розміщувалися за сторонами світу. Городище складалося з дитинця (укріпленої частини) і посаду (неукріпленої частини) та мало прямокутну форму.
Дитинець, загальна площа якого становила 1,62 га. Дотулявся до західного боку валу посаду. Східний і західний вали дитинця мали довжину 120 м кожен, а південний — 135 м. Посад був значно більшим. Його площа становила 2,88 га. довжина східного валу дорівнювала 160 м південного — 180 м. В місці де сходилися південний і західний вали посаду простежується майданчик розміром 13 на 10 м. На думку І.І. Щегельського, це вказує на те, що тут розміщувалася головна в’їзна і виїзна міська брама (ворота).
На території городища були розкопані уламки керамічного посуду (денця, стінки, вінчики) та фрагменти скляних кручених браслетів, залізні наконечники стріл. Біля західного валу посаду знайдені окремі людські кістки (частини стегна, уламки черепних коробок, фаланги пальців) та рештки деревного вугілля. Це свідчить, що місто було обложене очевидно монголо-татарськими загарбниками, взяте і спалене, а його жителі були знищені або взяті в полон.
На відстані 200-300 м від городища в південному і східному напрямках спостерігається насиченість землі давньоруськими керамічними виробами. За 80-100 м на схід від валу під час оранки було вивернуто на поверхню землі велику кількість обпаленої глиняної обмазки та уламки давньоруського керамічного посуду. Проведені дослідження показали, що це була домашня піч біля якої або в ній знаходилися цілі посудини. Ця знахідка доводить, що за межами городища проживало багато ремісничого люду. Крім того подальші дослідження виявили за межами городища залишки ливарного виробництва, ювелірної майстерні та гути, де виготовлялися скляні браслети.
Систематичні дослідження городища проводив В.А. Захар’єв. Йому вдалося виявити значну кількість різноманітних прикрас давньоруського часу, це зокрема: браслети, намистинки, мідні та бронзові кільця, фрагменти мідних орнаментованих браслетів, а також кам’яні та мідні натільні хрестики.
На усій території городища знайдено фрагменти скляних браслетів (120 штук). Здебільшого вони виті та різнокольорові. Найкращі виготовлені із введенням в масу жовтої барви.
Крім скляних мали місце знахідки металевих прикрас. Останні здебільшого концентровані на гребені мису в східній частині супутнього селища. Можна припустити, що тут існувала реміснича майстерня, але можливо, що речі походять із розореного скарбу. Тут виявлено такі прикраси: металеві натільні хрестики; чотири кільця (обручки), виготовлені зі смужок міді (дві з них оздоблені косими насічками); бронзовий перстень з квадратною головкою і кантиком посеред голівки; фрагмент скроневого кільця без пружини з розклепаним кінцем, який закручено у вушко; два уламки мідних браслетів, один з яких вкрито пружинним орнаментом, а на іншому орнамент у вигляді подвійних перехрещених та двох поперечних ліній; два шматки мідного дроту з загостреними кінцями (більший закручено в пружину); уламок трьох сплетених в одне та зварених дротів з розплесканим кінцем; мідна пряничка з фрагментами срібного покриття та бронзова пронизка; чотири скляні пронизки яскравих барв, серед яких дві виті; десять срібних намистинок; хрестики з сірого з вкрапленням граніту та коричнево-червоного шиферу.
З огляду на таку велику кількість прикрас можна припустити, що населення городища, навіть найбідніше, користувалося ними у повсякденному житті. До того ж можна стверджувати, що багато з цих прикрас виготовлені місцевими ремісниками, а це в свою чергу свідчить про високий рівень розвитку матеріальної культури місцевих жителів.
Населення городища мало контакти з іншими районами. Про відносини з іншими районами, зокрема північними, свідчать знахідки виробів з шиферу, оскільки саме там є поклади цього декоративного матеріалу.
Отже, можна з впевненістю стверджувати, що історичне минуле села Міцівець має глибокі корені. Першими відомими поселенцями на сучасній території села були носії трипільської культури, пізніше черняхівської культури. Однак найвищого соціально-економічного і культурного піднесення населення краю досягло у давньоруський час, підтвердженням цьому є наявність укріпленого городища та різноманітні речові пам’ятки. Подальший розвиток був припинений в зв’язку з монголо-татарською навалою та знищенням городища.

### XIII-XX ст.
Після спустошення в 40-50 роках XIII ст. подільських земель монголо-татарами розпочався складний і довгий процес економічного і політичного відродження життя краю. На середину XIV ст. зросла густота населення Поділля, почалася відбудова міст. Останні зводилися вже без укріплень («городищ»), оскільки загарбники побоюючись повстань, не дозволяли будувати фортечні укріплення. Очевидно саме тому укріплення на лівому березі р. Студениці біля теперішніх Міцівець вже не було відбудоване, а залишилося лише в одній з давніх назв села — «Городище». Міцівці, як весь подільський край, до середини XIV ст. входили у так званий Подільський улус утворений татарськими феодалами.
У 1362 році литовський князь Ольгерд розбив татар на р. Синюха (Сині Води). Ця перемога дозволила йому прилучити Поділля до складу Великого Князівства Литовського. Західноруський літопис подає нам яскраву картину цих подій та зображує й обставини татарського панування: «Коли господарем над Литовською землею був великий князь Ольгерд, він пішов у степи з литовським військом і побив на Синій Воді татар, трьох братів: князя Хачебея, Кутлобуга і Дмитра. Ті три брати були дідичними володарями Подільської Землі. Від них правили в землі отамани, а баскаки наїжджаючи збирали дань від тих отаманів. Брат же великого князя Ольгерда князь Коріат, що держав Новгород Литовський мав чотирьох синів. То були князі Юрій, Олександр, Костянтин і Федір. З тих Коріатовичів троє старших за дозволом та допомогою великого князя Ольгерда пішли в Подільську Землю, ввійшли в приязнь з отаманами і почали боронити Поділля, а дань баскакам давати перестали».
Таким чином і село Міцівці стало частиною Великого Князівства Литовського. Першу згадку про село знаходимо під 1404 роком. Саме тоді король Владислав Ягайло передав Петру Шафранцю величезне помістя на Поділлі — Сатанівську та Зінківську волості, а з ними і мукарівські землі, у тому числі і Міцівці. Однак незабаром всі ці помістя у Петра Шафранця за 1000 празьких (широких) грошей викупив князь Вітовт. Після смерті останнього Ягайло передав ці помістя польському вельможі Петру Одровонжу за військові заслуги. Його права на ці помістя були підтверджені грамотою короля Владислава III у 1440 році.
До кінця XV ст. на території Поділля існувало Подільське воєводство, яке складалося з 7 адміністративних одиниць — староств: Кам'янецьке, Червоноградське, Скальське, Смотрицьке, Бакотське, Летичівське, Ровенське. Згідно з цим поділом Міцівці входили до Кам'янецького староства. Але в 1494 році Стрихівці (Міцівці) разом з королівськими селами Біла, Чорна, Оринин, Мукарів на р. Студениці, Личків і Лісківці були передані Смотрицькому замку. Опис замку засвідчує, що ці села були небагаті, бо їх спустошили татари та волохи.
Певні відомості про жителів села, податків, які вони сплачували та розмір Міцівець у XVI ст. містить Люстрації та податкові списки 1565 року. Так, Люстрація 1565 року повідомляє: «Селяни (кмети) ніякої дані не дають, бо ще мають три роки свободи, коли ж цей строк збіжить, то вони повинні будуть давати по 15 грошів, 2 третинника вівса, 2 курки і 12 яєць». Крім того міцівецькі селяни сплачували данину вівцями і медом, свинями та волами. У цей час в селі налічувалося 11 селян (тільки чоловіків), збереглися й їхні ні імена: Гасько, Масько, Стецько, Максим, Симко, Станіслав, Стасько, Данилець, Янко, Андрійко і Хрисько. Також повідомлялося, що фільварок тут значний. У неврожайному 1565 році на міцівецьких землях було зібрано: 4 ожереди жита, 1 — вівса, велику ожереду ячменю, 1 ожереду проса. Зазначалося, що хліб тут дуже дешевий, але навіть якщо продати кожну ожереду хліба лише за 6 злотих, то прибуток складе 42 злоті, а з всього Городища — 59 злотих 10 грошей.
За податковим списком 1565 року в Старих Трихівцях, що були королівським маєтком і орендувалися Мормусовським числився 1 плуг чи лан.
Люстрація 1570 року подає такі свідчення про Городище: «Було тут осілих людей 12, але вони ніякого чиншу не давали бо після татарського спустошення в 1567 році були дуже бідними до того ж землі мали дуже мало». Орендатором села у цей час був Гарниш, який в 1570 році побудував греблі на трьох місцевих ставках. Люстрація також повідомляє про урожай зібраний у 1570 році у фільварку Гарниша: «Вродилося жита 2 ожереди по 60 копиць в кожній, вівса також 60 копиць, ячменю 60 копиць, проса 10 копиць, гороху теж 10 копиць». Все це оцінювалося в 47 злотих 20 грошей.
Податковий список 1578 року повідомляє, що село продовжував орендувати Гарниш. В маєтку було 5 плугів чи ланів землі, 5 селян-городників, які мали власні городи, лише один з них мав худобу. Також було 5 селян-комірників (не мали власного двору, а жили у найманих коморах). Крім того у селі був млин і ступа. Через п'ять років у 1583 році в Міцівцях налічувалося 6 плугів землі, 6 городників, 3 комірника, 1 комірник з худобою, млин і ступа.
На початку XVII ст. Міцівці продовжували орендувати Гарніші. Так, Люстрація 1615 року повідомляє: «Село Міцівці інакше Городище або Трихівці — цього села посесорами є Мартин, Мацей і Яків Гарниші, рідні брати, — щодо податкових зобов'язань селян зазначається, — селяни давали чинш: овес, кури, яйця, медову десятину, данину з овець і свиней двадцяту (частину), поволовщину (податок худобою) в третій рік, але тепер ніяких платежів, крім робіт, внаслідок бідності не дають». Тому посесори продовжували сплачувати податок кварту (четверта частина прибутків) згідно з попередньою люстрацією.
За Люстрацією 1629 року Міцівці продовжували орендувати три брати Гарниші, але замість Мартина орендатором став Андрій Гарниш. Наступна згадка про Міцівці відноситься до 1661 року. Відомо, що власником села в цей час був подільський воєвода Георгій Стржалковський, а село було дуже розорене.
В 1665 році, за королівським указом, Міцівці разом з навколишніми селами (Польовий Мукарів, Підлісний Мукарів, Татариськи, Сприсівка, Вихрівка, Ярова Слобідка, Нестерівці) утворили особливе Мукарівське староство. Справа в тому, що останній власник Польового Мукарева Олександр Гуменецький передав село своїй дочці Вероніці. Вона вийшла заміж за краківського каштеляна Яна Фонреля, а він зміг домогтися від короля для Польового Мукарева та навколишніх сіл статусу особливого староства Ушицького повіту.
Близько 1728 року старостою тут став Йосип Калиновський, син Валентія одруженого з Анною Лянскорунською вдовою Андрія Фонреля. Однак вже в 1730 році власником Мукачівського староства став литовський маршал До Кампо Сципіон. Приблизно в 1744 році староство перейшло в довічне користування до Бернарда Гоздського, який одружився зі спадкоємицею Гуменецьких Катериною Гоздською. Відомо, що Гоздський сплачував в казну четверту частину соїх прибутків від староства. Єдиною спадкоємницею Гоздського була його дочка Кароліна. Вона вперше була одружена з князем Янушем Сангушком, а вдруге з відомим авантюристом другої половини XVIII ст. принцом Нассау-Зігеном. Його особа досить цікава тому заслуговує детальнішого опису. Адже був час коли про подвиги принца знала уся Європа. Ось, зокрема, що говориться про нього в знаменитому словнику Брокгауза і Ефрона виданому в Санки-Петербурзі у 1997 році: «Нассау-Зиген (Карл-Гайнрих Никола-Отто, Принц Нассау-Зиген) — русский адмирал (1745—1808). Происходил из католической линии Зиген. На 14-м году, у качестве добровольца поступил на французскую военную службу. Сопровождал Бугенвилля в его кругосветном путешествии (1766—1769). Во время войны Англии с Испанией Нассау перешёл на испанскую службу, командовал плавучими батареями при Гибралтаре. В конце 1786 года Нассау прибыл в Южною Россию, где сблизился с Потёмкиным. Участвовал в приготовлениях к знаменитому путешествию императрицы 1787 года. Находился в сите Екатерины II во время её пребывания на юге, и после разрыва между Россией и Портой, вступил на русскую службу. Командуя галерным флотом в Очаковском лимане Нассау, неоднократно разбивал турецкий флот». Крім того Нассау був у дружніх відносинах з багатьма європейськими монархами (наприклад, з імператором Німеччини Йозефом II), принцами, послами, художниками та іншими діячами, які мали істотний вплив на історичний і культурний розвиток тогочасної Європи.
У 1785 році Мукарівське староство було придбане Принцом Нассау купівлею на 50 років емфітевтичного права володіння. Після включення Правобережної України до складу Росії уряд переглядав права за якими дворянство володіло казенними маєтками. У 1807 році постановою спеціального комітету, який розглядав емфітевтичні права володіння маєтками передбачалось, щоб у кожному окремому випадку купівлі такого маєтку, права на нього затверджувалися імператорським рішенням. Однак доповідь на володіння Мукарівським маєтком принцом Нассау не була конфірмована імператором. Тому після смерті Нассау у 1808 році його спадкоємці почали володіти маєтком на орендних правах.
Власність Нассау — Мукарівське та Тинянське помістя перейшли до Єлизавети Іванівни Екомон. Вона народилася в Криму і була донькою якогось капітана, збіднілого знатного грека. Дівчина рано залишилася сиротою і сімейство Нассау, перебуваючи в Бахчисараї взяло її на виховання. Дружина принца дуже полюбила Єлизавету і, згодом, відправила її в паризький пансіон мадам Кампан. Там дівчина виросла красунею і стала відома у найвищих колах під іменем Фалоє.
В кінці жовтня 1815 року Фалоє обвінчалася з секретарем паризького посольства Павлом Степановичем Бутягіним. Він почав швидко і енергійно вирішувати майнові справи дружини, через це у сім'ї розпочалися сварки і шлюб було розірвано.
У 1818 році Бутягін закріпив за собою староство на 12 років. Він обіцяв сплачувати в казну четверту частину прибутку — 3788 крб. 93,5 коп.
Однак у тому ж 1818 році за право власності на Мукарівський маєток розпочалася енергійна боротьба між Бутягіним та католицькою церквою. Католицький єпископ Боргіаш Манкевич підняв чергове клопотання про пожалування маєтку, посилаючись на недостатність казенних сум, які йшли на утримання його кафедри (6 тис. крб. асигнаціями). Це питання було вирішене на користь біскупства. За імператорським указом від 2 січня 1820 року кам'янецькому єпископу як і раніше виплачували 6 тис. крб. асигнаціями і, крім того, кварту з Мукачівського староства у розмірі 3789 крб. сріблом. Бутягін формально залишався орендарем лише до 1830 року. По закінчені терміну попередньої оренди Мукарівське староство повністю перейшло до кам'янецьких єпископів, але без обов'язку з їх боку платити в казну кварту, тобто фактично на правах повного володіння. Незважаючи на опір попереднього власника кам'янецький єпископ вступив у володіння маєтком з економічного терміну, тобто 23 березня 1830 року.

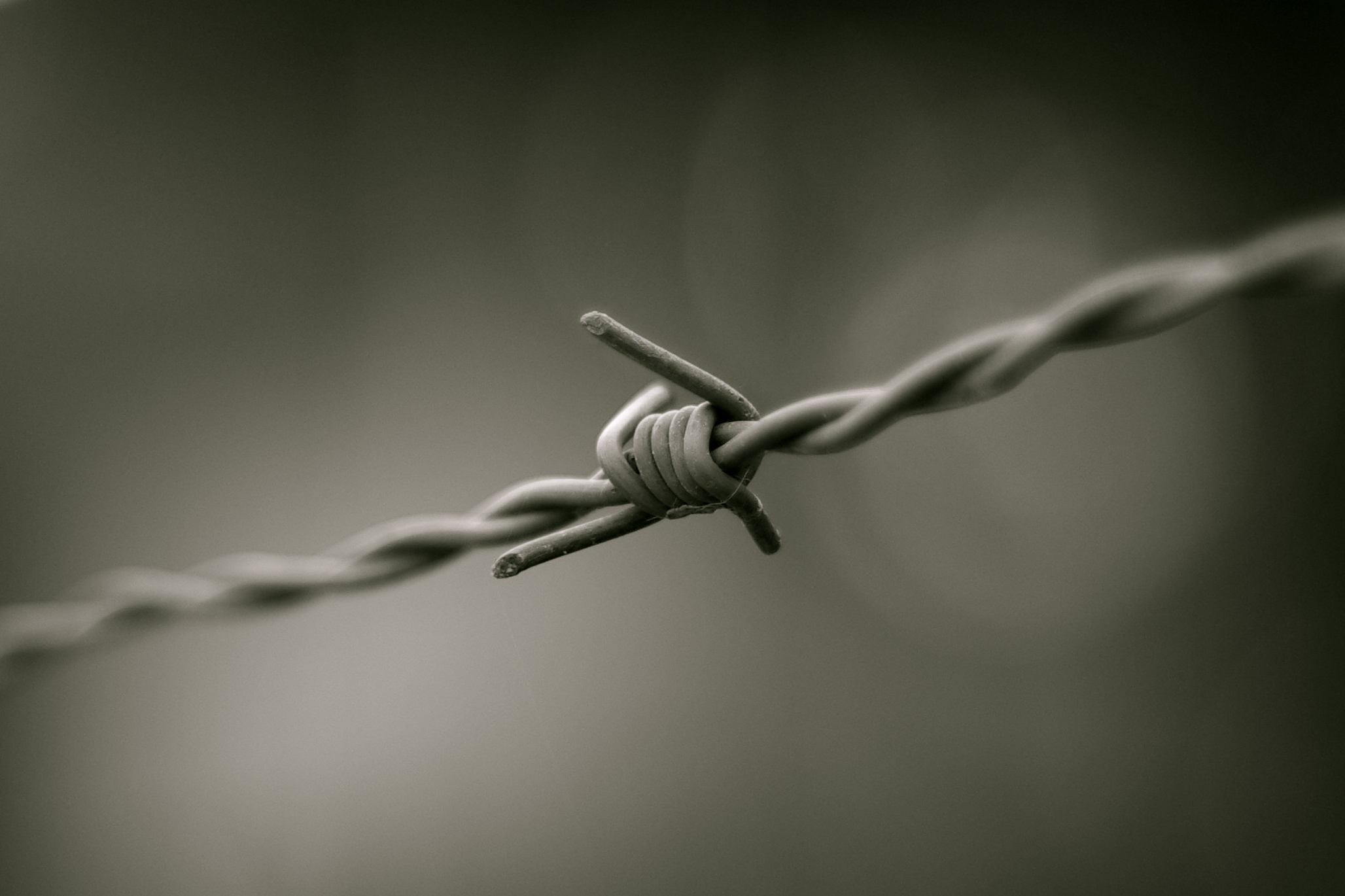
[http://www.reabit.org.ua/nbr/?st=3®ion=&ss=Рудківці&logic=or&f1_type=begins&f1_str=&f2_type=begins&f2_str=&f3_type=begins&f3_str=&f4_from=&f4_till=&f7%5B%5D=all&f14%5B%5D=all#list Національний банк репресованих

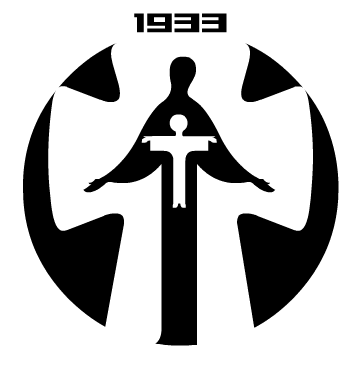
[https://victimsholodomor.org.ua/khmelnytsky/easytable/25-peoples-new.html?start=300 Список жертв Голодомору, Хмельницька область

За указом від 25 грудня 1841 року Мукарівський маєток був переданий в управління Міністерства державних маєтностей. В селах Мукарів Підлісний, Мукарів Польовий, Вихрівка, Сприсівка, Міцівці, Варварівка, Татариськи, Слобідка Ярова налічувалось 1475 селян чоловічої й 1487 жіночої статі, 1887 десятин орної землі в розпорядженні фільварку, 5143 десятини в розпорядженні селян, 1619 десятин лісу. За новими інвентарями складеними після прийому маєтку в управління держави, його річний прибуток становив 7189 крб. сріблом. Але ця передача не вилучила міцівецьких селян з-під влади дворянства, оскільки Мукарівський маєток було передано в 6-річну оренду за плату 10150 крб. сріблом. Очевидно, що таке значне перевищення орендної плати над інвентарним доходом стимулювало орендарів до посилення експлуатації селян, але з іншого боку воно стимулювало й впровадження новітніх методів ведення господарства. Після закінчення терміну оренди селяни Мукачівського маєтку були переведенні на поземельний оброк. Це сприяло розширенню їх господарської самостійності та формуванню приватної ініціативи. Так, вже на початку XX ст. в Міцівцях налічувалося 1574,5 десятин селянської надільної землі, 29 десятин приватновласницької (селянина Є. Довбні), 44,03 церковної.
Є відомості і про кількість жителів села. У 1890 році в Міцівцях проживало:
Православних — 607, католиків — 210, євреїв — 8. Отже загалом у селі проживало 825 жителів, однак очевидно, що ці підрахунки відносилися лише до осіб чоловічої статі. Тому справжнє число жителів перевищувало вказану цифру приблизно вдвічі. За даними В. К. Гульдмана станом на 1893 рік у Міцівцях проживало 1430 жителів. Однак напевно ця цифра занижена. Це підтверджують і дані про число жителів у 1906 році. Тоді в селі налічувалося 355 дворів, 2248 жителів обох статей, з них господарів, що мали землю — 422, і тих, що мали тільки городи — 14. В 1909 році в селі нараховувалось: православних 1451 обох статей, римо-католиків — 661 і 52 євреї. Тобто загалом в селі нараховувалося 2164 жителі. Таким чином всього за три роки чисельність жителів зменшилася на 84 особи. Можливо такий від'ємний приріст населення був пов'язаний з революційними подіями 1905—1907 років та російсько-японською війною.
Відбувалися зміни і в культурному житті Міцівець. У 1864 році в селі за рахунок держави було збудовано нову церкву. Вона була дерев'яною та мала один купол. В 1882 році в Міцівцях було засноване трикласне училище Міністерства Народної Освіти. Вже у 1897 році розпочала роботу школа грамоти для дівчаток. У 1909/1910 навчальному році у вказаних закладах навчалося 65 хлопчиків та 14 дівчаток.
Внаслідок поразки визвольних змагань на початку XX століття, село надовго окуповане російсько-більшовицькими загарбниками.
Радянська окупація принесла колективізацію та розкуркулення, мешканці села зазнали репресій.
У 1932–1933 роках села пережило влаштований комуністами голодомор.
З 24 серпня 1991 року село входить до складу незалежної України.

## Населення
Населення становить 1412 осіб.

### Мова
У селі поширені західноподільська говірка та південноподільська говірка, що відносяться до подільського говору, який належить до південно-західного наріччя.
Розподіл населення за рідною мовою за даними перепису 2001 року:
| Мова            | Кількість | Відсоток |
| --------------- | --------- | -------- |
| українська      | 1482      | 98.73%   |
| російська       | 8         | 0.53%    |
| інші/не вказали | 11        | 0.74%    |
| Усього          | 1501      | 100%     |

## Інфраструктура
У селі є школа І-ІІ ступенів, декілька приватних продуктових магазинів, АЗС.

## Релігія
- Костел Святої Фаустини (РКЦ)
- Православна церква Успіння Божої Матері (УПЦ МП)

## Відомі люди
- У селі 1 липня 1980 року народилася Іванна Василевська — українська письменниця, яка проживає на вулиці Богдана Хмельницького 2.
- Мазур Марія Миколаївна (* 1935) — українська доярка радянських часів, Герой Соціалістичної Пра

## Галерея

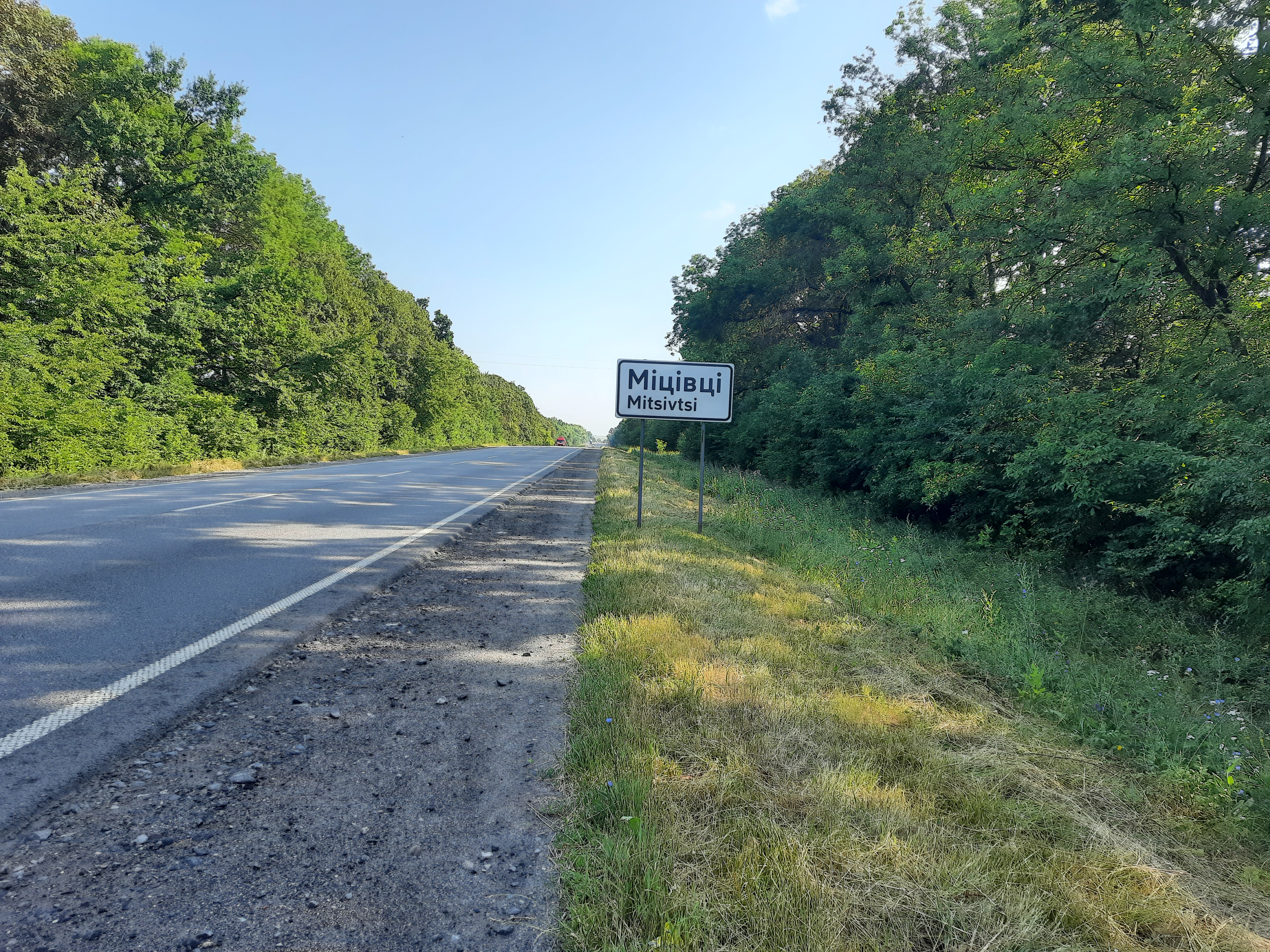
Дорожній знак при в'їзді в село
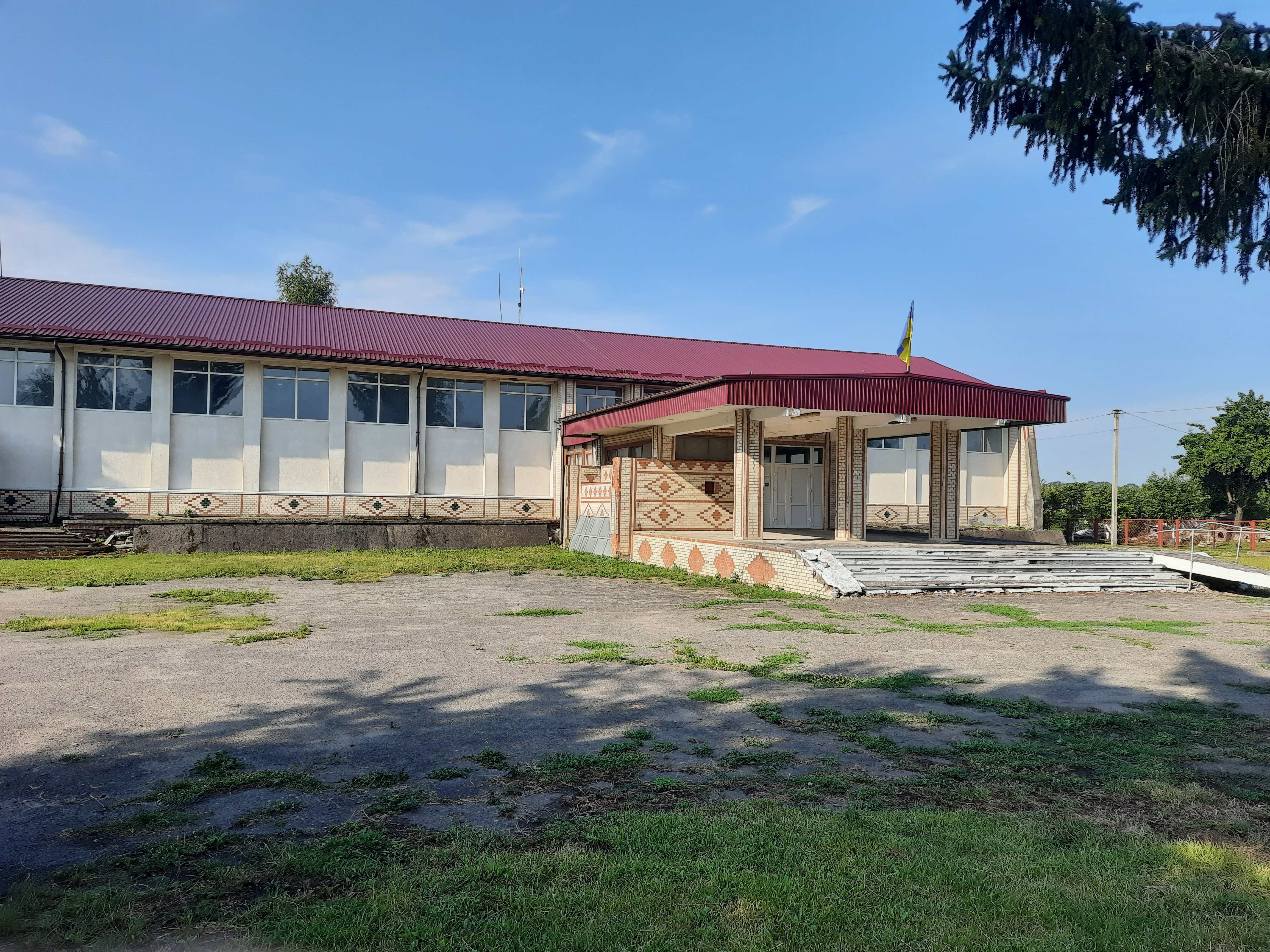
Будинок культури
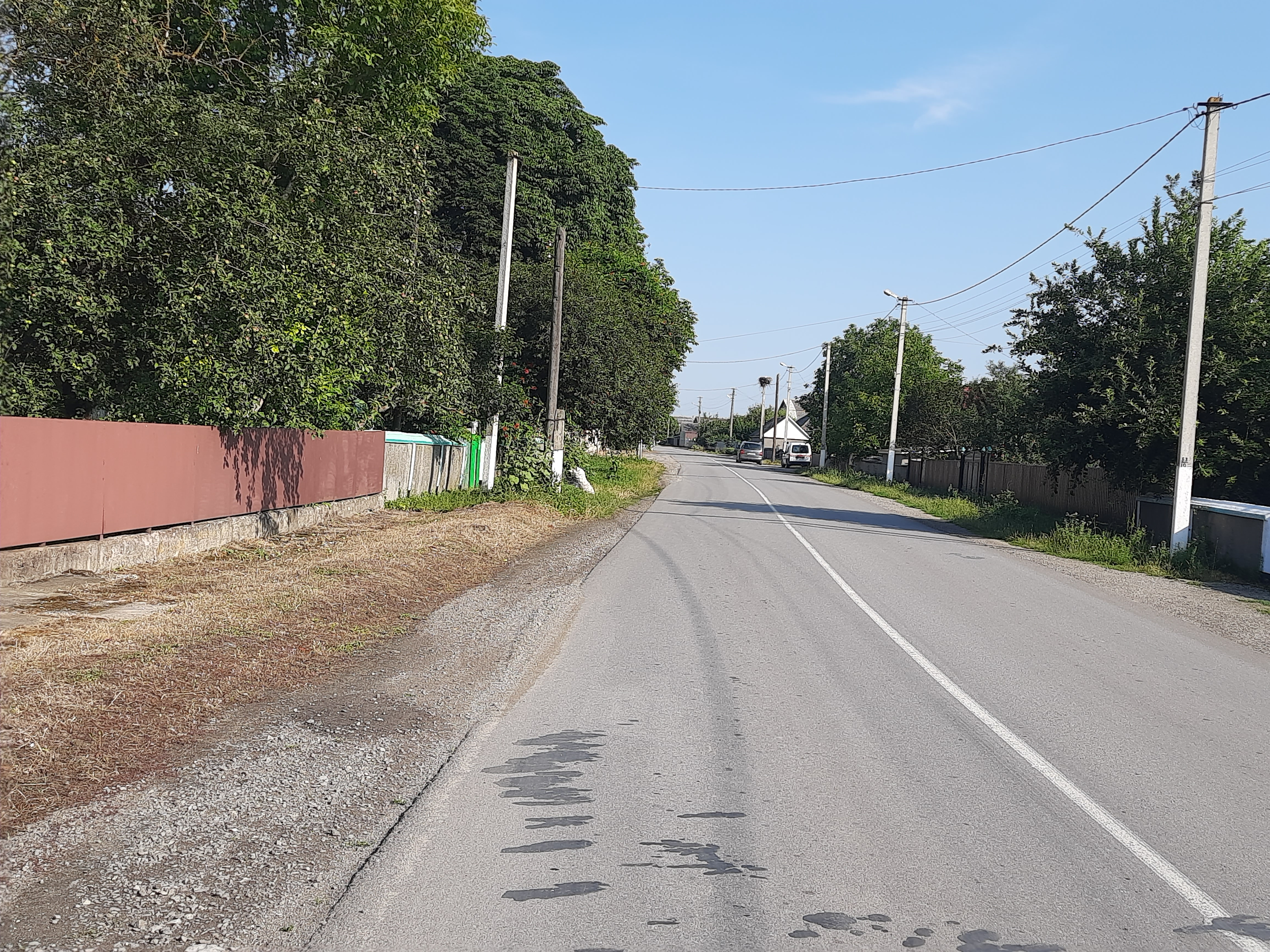
Центральна вулиця
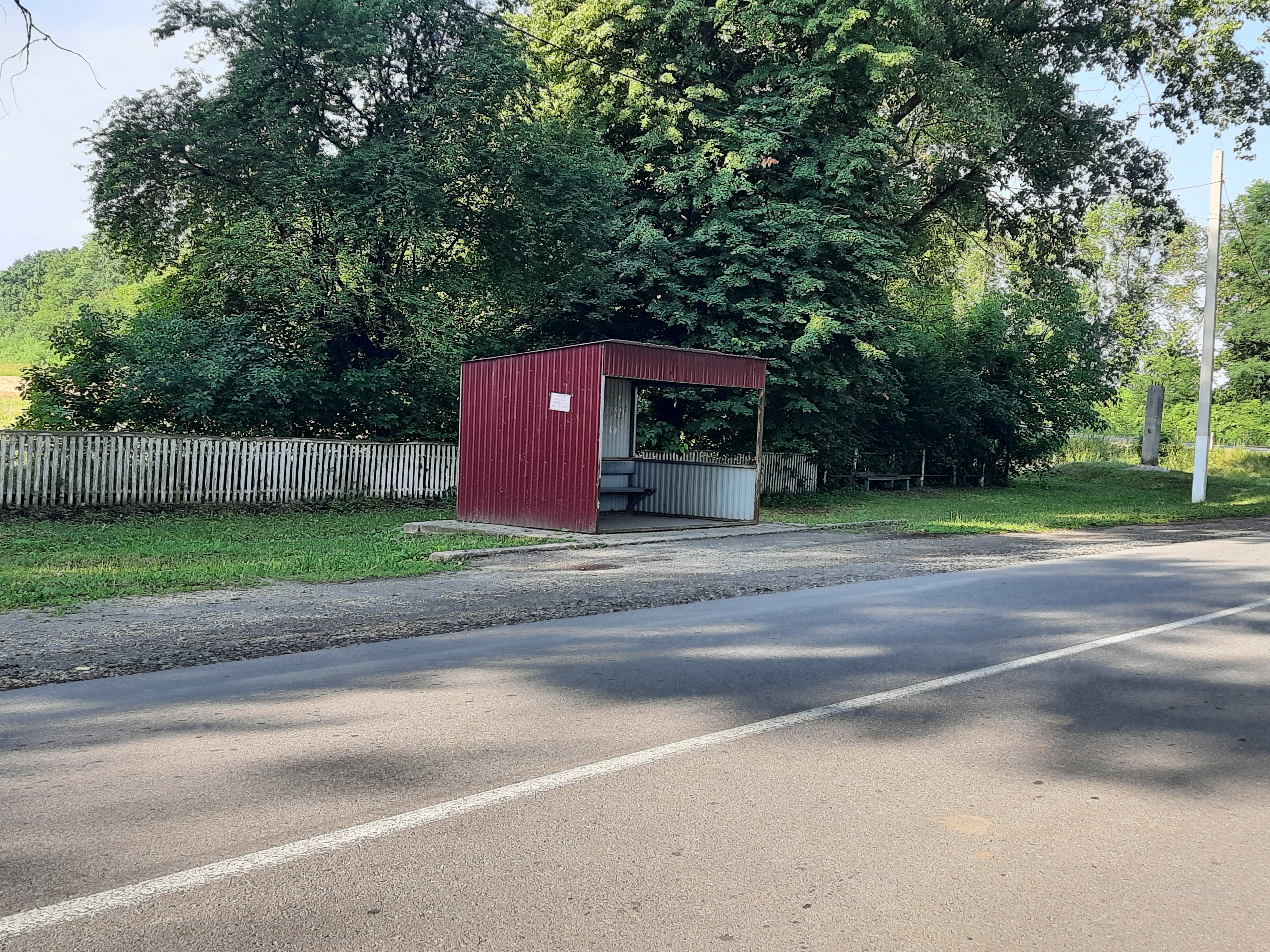
Автобусна зупинка
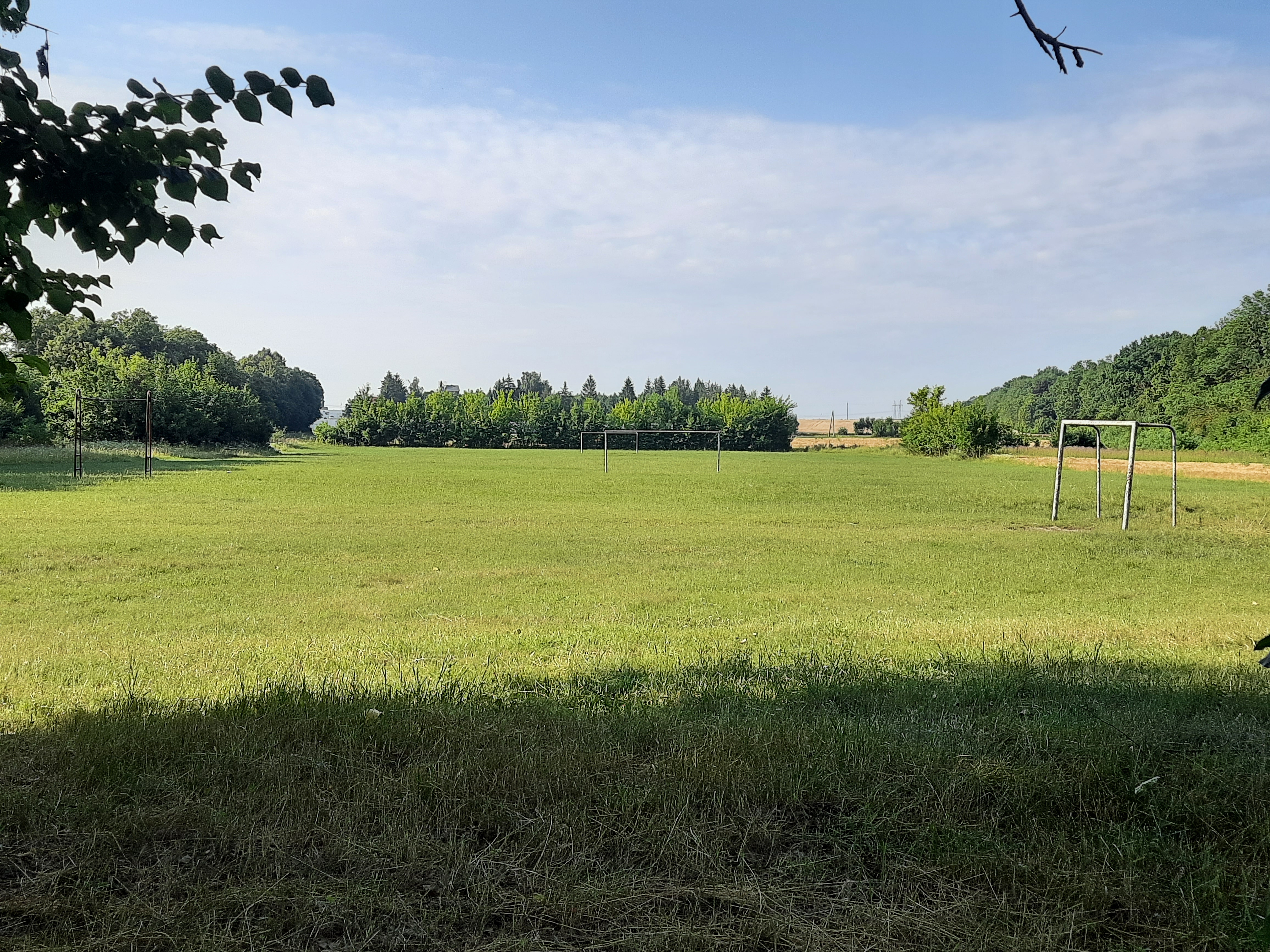
Стадіон